# Montenegrinere
Montenegrinere (Crnagorci, ental Crnogorac) er en sydslavisk befolkningsgruppe bosat overvejende i Montenegro.
Traditionelt bliver de regnet som en del af den større serbiske etniske folkegruppe. De har siden middelalderen tilhørt den serbisk-ortodokse kirke og talt en dialekt af serbisk, men siden Montenegros selvstændighed i 2006 har talsmænd agiteret for, at Montenegrinsk skal anses som et eget sprog, uafhængigt af serbisk, og at det skal erklæres som Montenegros officielle sprog i den nye grundlov. Imidlertid findes der blandt mange montenegrinere en følelse af serbisk national samhørighed; de ønsker ikke at se montenegrinsk som andet end en variant af serbisk. Dette gør spørgsmålet kontroversielt både i Montenegro og i forholdet mellem dette land og det med dette i en union tidligere forbundne Serbien. Lige som i Serbien anvendes både det kyrilliske og det latinske alfabet.
Ifølge det montenegrinske statistiske bureau (oplysninger offentliggjorte den 23. september 2004 baseret på folketællingen i november 2003: ) anser sig 267 669 personer (43,16 %) i Montenegro sig for at være montenegrinere, og 198 414 personer (31,99 %) anser sig for at være serbere.
Montenegrinere er i religiøs henseende overvejende ortodokse kristne (serbisk-ortodokse eller tilhørende den fristående men ikke anerkendte montenegrinsk-ortodokse kirke).
|  | Infoboks uden skabelon Denne artikel har en infoboks dannet af en tabel eller tilsvarende. |